# Allomedeia stuckenbergi
Allomedeia stuckenbergi är en tvåvingeart som beskrevs av Julia J. Mlynarek och Wheeler 2010. Allomedeia stuckenbergi ingår i släktet Allomedeia och familjen fritflugor. Inga underarter finns listade i Catalogue of Life.